# MAN 890 UG

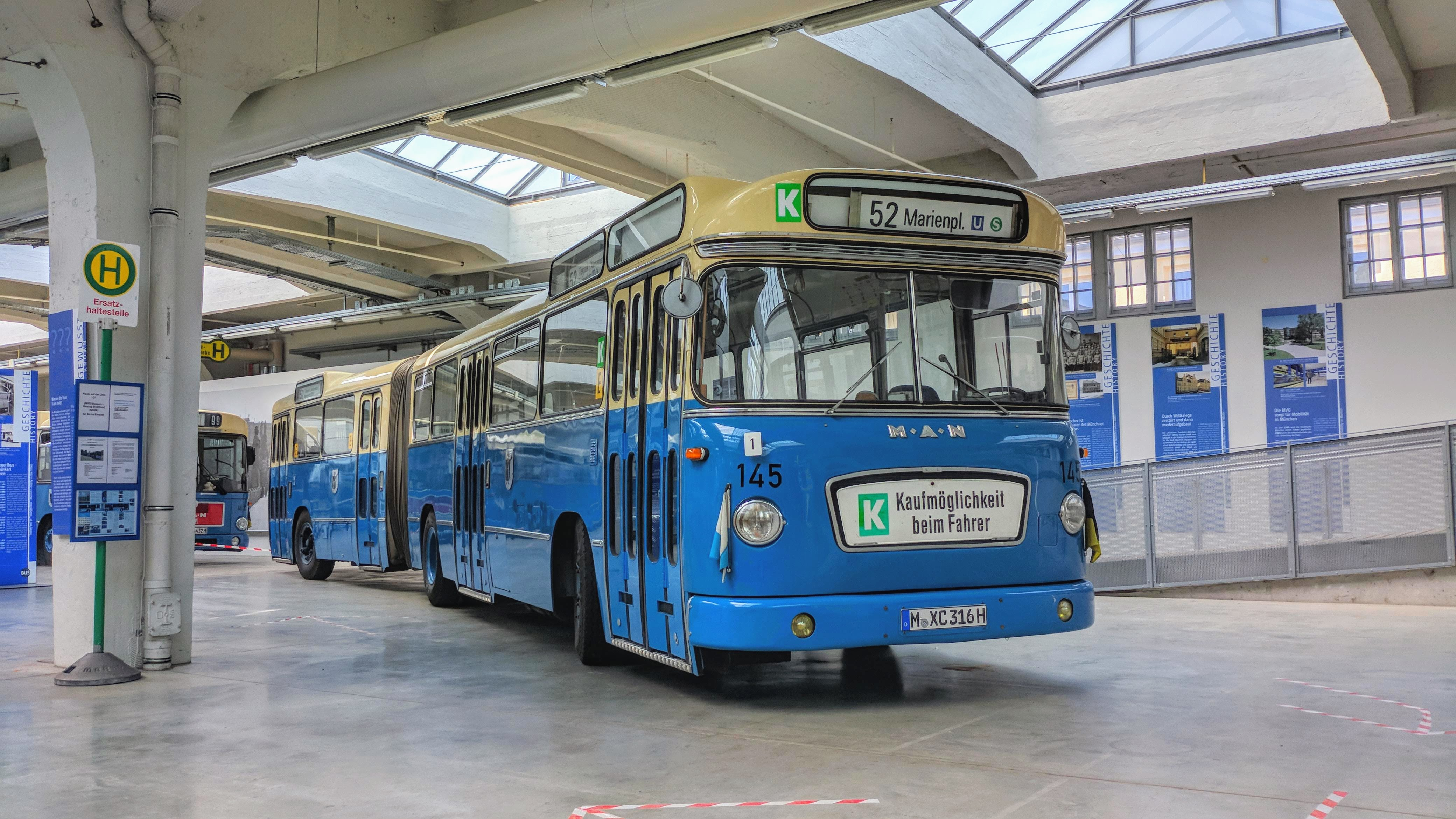
Der letzte noch existierende Bus dieses Typs, ein aufwendig restaurierter MAN / Göppel 890 UG M 16 A aus dem Baujahr 1965, im MVG-Museum in München.

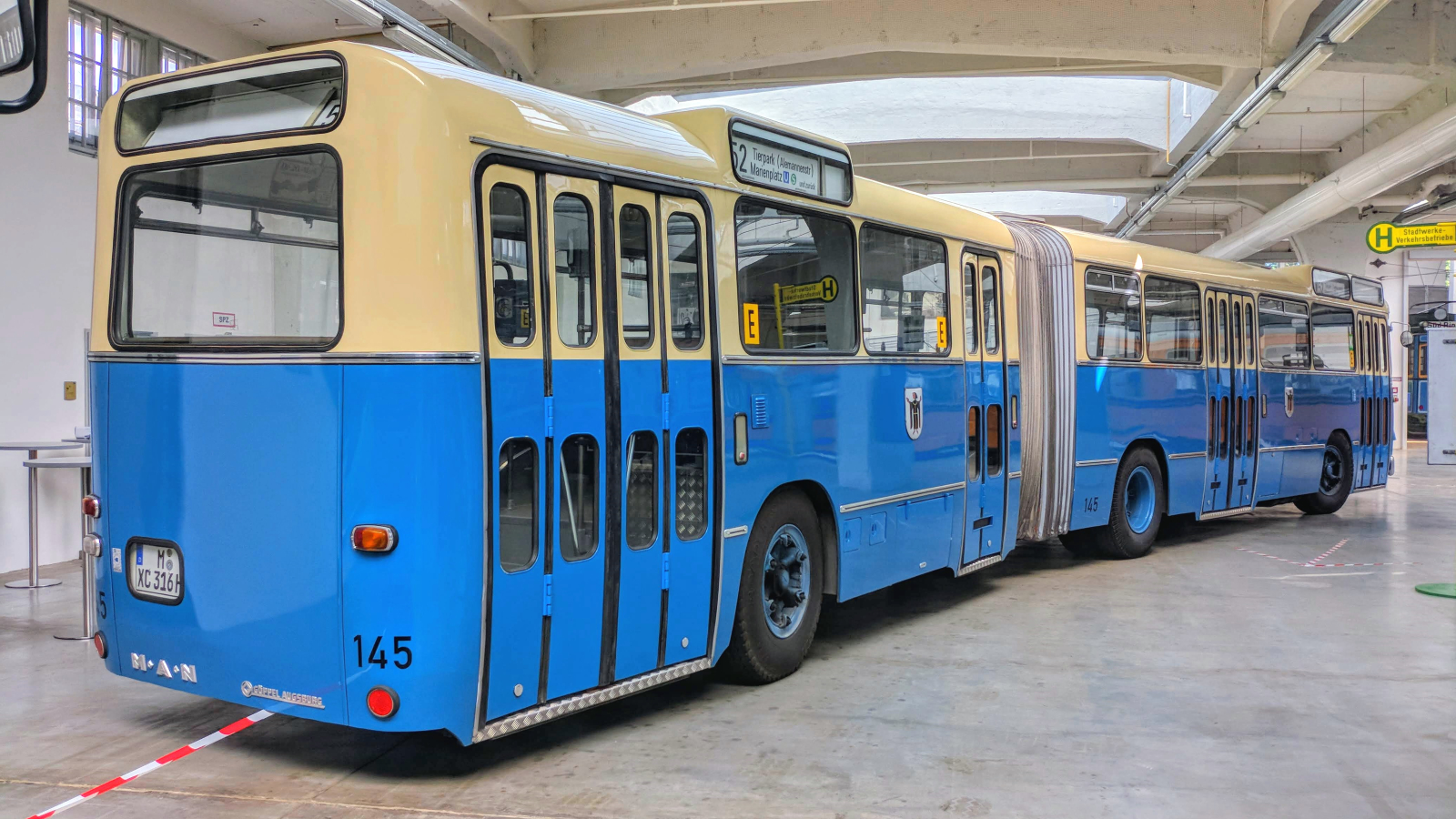
Heckansicht des Museumsfahrzeugs.

Der MAN 890 UG ist ein vom Metrobus abgeleiteter Gelenkbus, der von der MAN als Nachfolger des Typs 760 UO 2G entwickelt wurde.
Der Dieselmotor war jedoch anstatt wie beim zweiachsigen Metrobus 750 HO mit Heckmotor beim Gelenkbus unterflur zwischen Vorder- und Hinterachse des Vorderwagens angeordnet, was einen höheren Fußboden mit einer weiteren Stufe an den Türen zur Folge hatte. Die Abkürzung UG steht für Unterflur-Gelenkbus.
Der Typ 890 UG entstand, als durch das Verbot des Anhängerbetriebs bei Omnibussen im Personenverkehr die Stunde großräumiger Gelenkbusse gekommen war. Die Nachläufer wurden bei der Firma Göppel Bus in Augsburg gebaut. Die MAN / Göppel 890 UG befanden sich in verschiedenen Ausführungen bei verschiedenen deutschen Verkehrsbetrieben im Einsatz. Der letzte noch existierende Bus dieses Typs befindet sich heute im Besitz des Omnibusclubs München (OCM) und wird derzeit im MVG-Museum ausgestellt.